# SSB DT 8

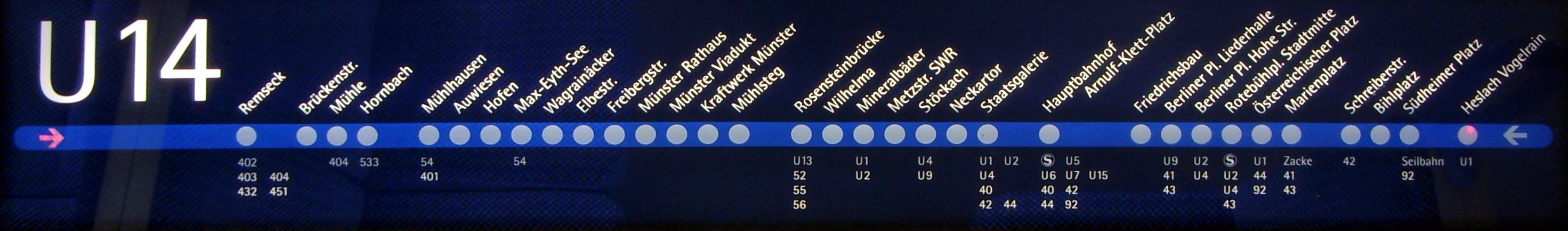
Rollbandanzeige für den Linienverlauf („Perlband“) im Zug

Der DT 8 (interne Bezeichnung: S-DT 8) ist eine Familie von Stadtbahnfahrzeugen der Stuttgarter Straßenbahnen (SSB), die seit 1985 regulär im Netz der Stadtbahn Stuttgart eingesetzt wird. Die Bezeichnung „S-DT 8“ steht für Doppeltriebwagen Typ Stuttgart mit acht Achsen, ein Stadtbahnzug besteht also aus zwei kurzgekuppelten Triebwagen mit insgesamt acht Achsen. Die Spurweite des DT 8 ist 1435 mm, also Normalspur. Er hat die meterspurigen Straßenbahnen des Typs GT4 im Planbetrieb abgelöst.
Der DT 8 wurde speziell für Stuttgart und seine topographischen Gegebenheiten („Stuttgarter Talkessel“) entwickelt. Die technische Konzeption erfolgte durch die SSB und MAN, das Design maßgeblich durch Lindinger & Partner. Weil die meisten Linien im Stadtgebiet von Stuttgart circa 200 Höhenmeter überwinden müssen, sind alle Achsen der Fahrzeuge angetrieben. Ursprünglich waren sie für eine Steigung von bis zu 70 Promille (für Olgaeck–Bopser) ausgelegt, später (Inbetriebnahme Olgaeck–Eugensplatz) wurde der Betrieb bis zu einer Steigung von 85 Promille genehmigt. Die DT 8.12–15 sind für 90 Promille Steigfähigkeit ausgelegt. Die Fahrzeugfamilie zeichnet sich insgesamt durch ein „generationenverbindendes Design“ aus.

## Vorgeschichte
Nach verschiedenen Überlegungen zu einem Nahverkehrssystem, das zeitweise die Errichtung einer U-Bahn vorsah (siehe U-Bahn Stuttgart), beschloss der Gemeinderat Stuttgart am 10. Juni 1976 ein Stadtbahnkonzept, das eine weitestgehend unabhängige Führung an der Oberfläche und – wo sinnvoll – in Tunnelstrecken vorsah. Wesentliche Merkmale waren der Einsatz von 2,65 Metern breiten Fahrzeugen in Normalspur und ein Lichtraumprofil, das eine spätere Umstellung auf einen Betrieb mit U-Bahn-Fahrzeugen zuließ.
Vor dem Hintergrund der Fertigstellung der ersten Strecken, die Linie 3 wurde 1985 nach Vorlaufbetrieb als erste Linie umgestellt, galt es geeignete Fahrzeuge zu beschaffen. Wesentliche Kriterien waren:
- Sitzplatzfahrzeug mit hohem Fahrgastkomfort
- Abstimmung an die Stuttgarter Randbedingungen (Länge von 38 Meter (Entspricht der Länge von zwei GT 4), Allachsantrieb und hohe Antriebsleistung für lange Steigungsstrecken bis 70 Promille, einzelne Strecke mit 85 Promille)
- Anwendung moderner Technologien zur Minimierung von Wartungs- und Energieaufwand
- Verwendung von Hochbahnsteigen (in der Übergangsphase im Mischbetrieb mit Tiefbahnsteigen)

Die Entscheidung für Hochbahnsteige fiel vor allem mit dem Ziel, die Aufenthaltszeit an den Haltestellen zu verringern und den Fahrgästen einen möglichst hohen Komfort zu bieten. Auch war zum Zeitpunkt der Entscheidung die Niederflurtechnik noch nicht etabliert.

## Serien

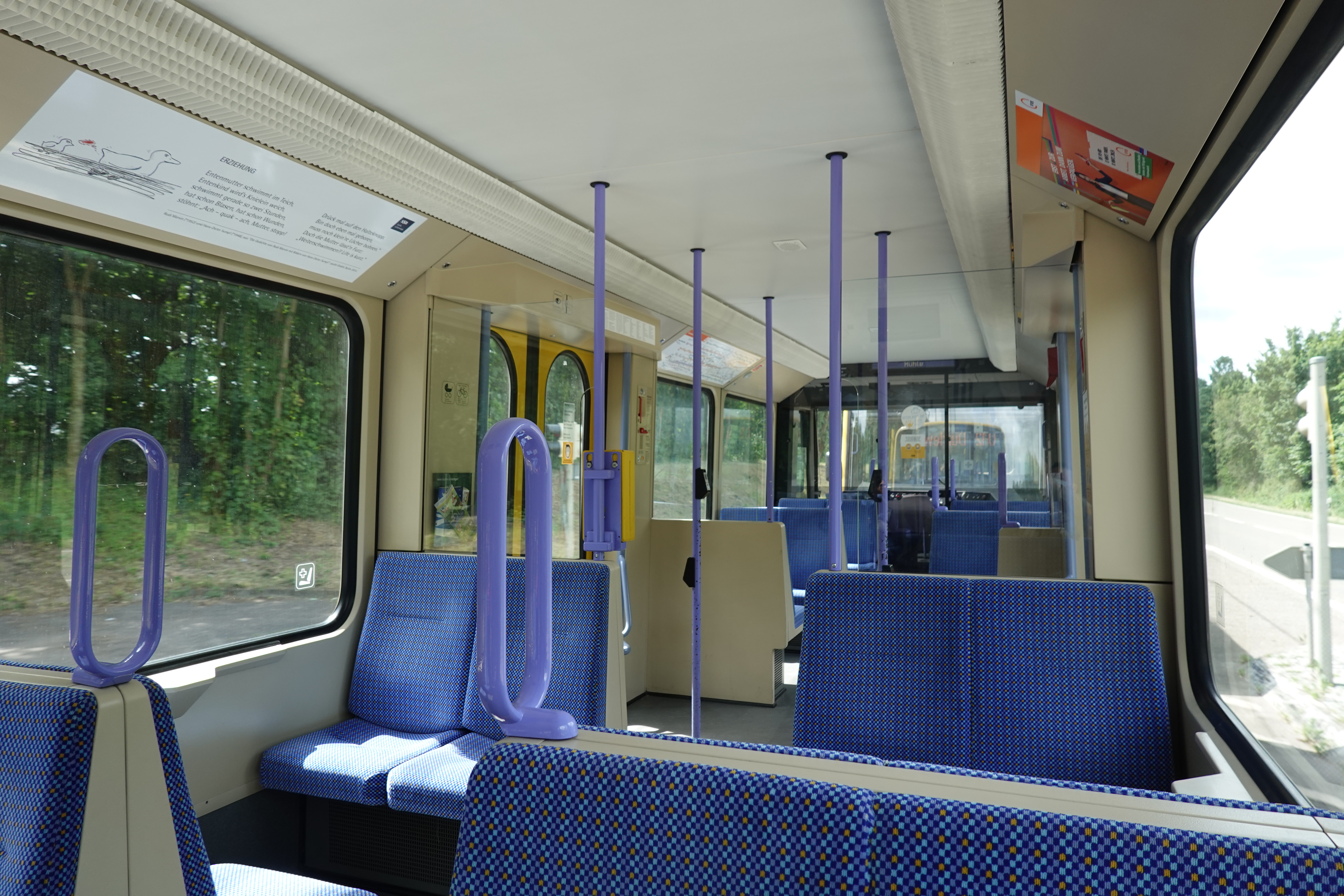
Innenraum eines DT 8

### Übersicht

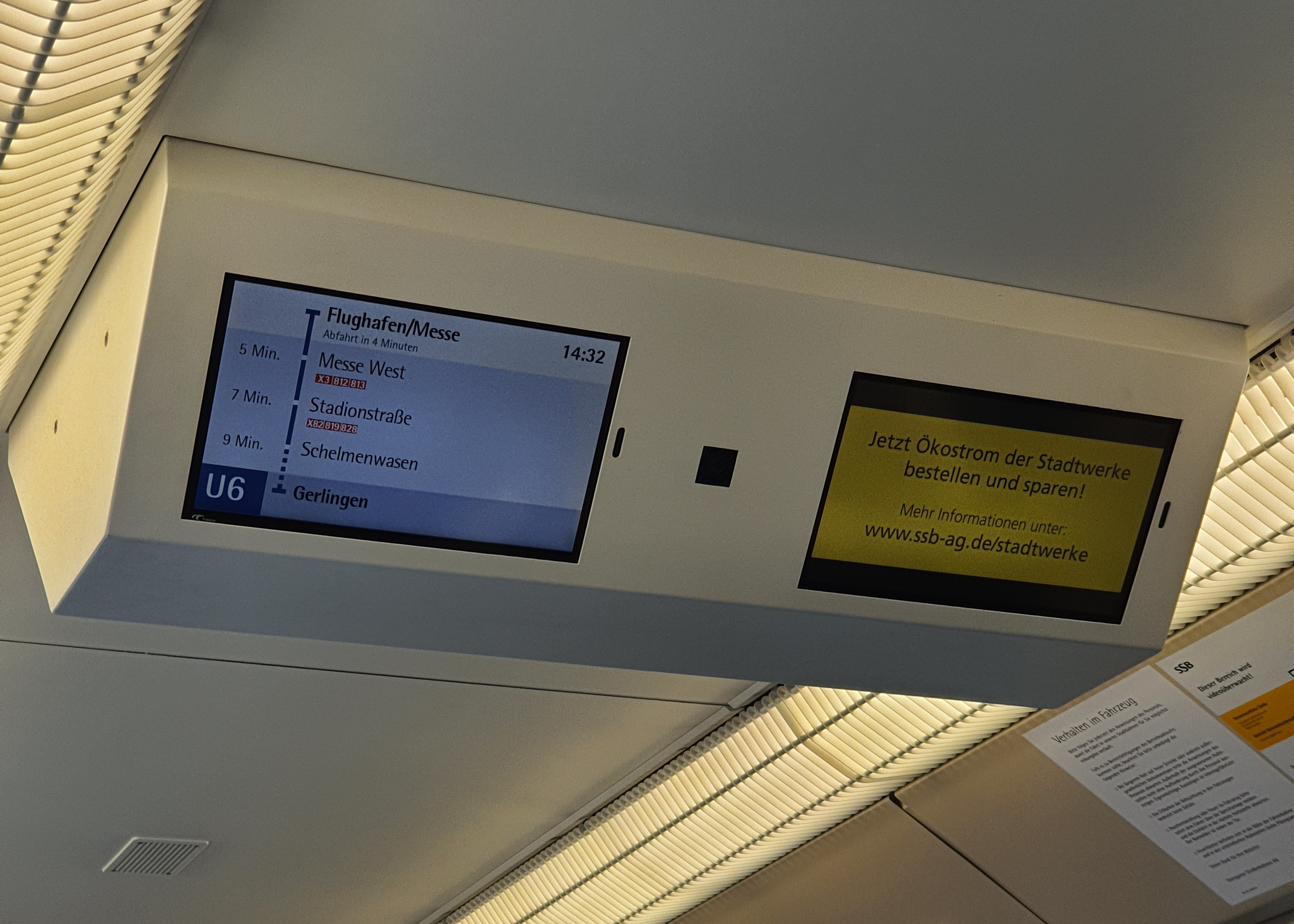
Fahrgastinformationsbildschirm in einem DT 8

Die bislang existierenden Serien lassen sich in vier Gruppen unterteilen:
- den Prototypen: Serien DT 8.1–3, drei verschiedene Testwagen;
- der ersten Generation: Serien DT 8.4–9, hergestellt von DUEWAG, AEG, Siemens und SGP;
- der zweiten Generation: Serien DT 8.10–11, technisch, konstruktiv und gestalterisch wesentlich weiterentwickelt;[3]
- der dritten Generation: Serien DT 8.12–15, erneut weiterentwickelt, basierend auf der „Tango“-Serie von Stadler.

Zwei DT 8 sind zu einer Doppeltraktion („80-Meter-Züge“, im regulären Betrieb genutzt) oder einer Dreifachtraktion („120-Meter-Züge“, nicht für den regulären Betrieb zugelassen) kuppelbar, wobei nur Züge der gleichen Generation (DT 8.4–9 / DT 8.10–11 / DT 8.12–15 / DT 8.S) im regulären Einsatz gekuppelt werden können.
| Serie             | Typ *             | Wagennummern      | Baujahr(e)        | Anzahl | Hersteller                     | Klapptritt | Verbleib |
| ----------------- | ----------------- | ----------------- | ----------------- | ------ | ------------------------------ | ---------- | --- |
| Prototypen        | Prototypen        | Prototypen        | Prototypen        | 3      |                                |            | |
| 8.1               | 501.1             | 3001/3002         | 1981              | 1      | MAN, AEG, Siemens              | ja         | Wagen 1 (3001) im Straßenbahnmuseum Stuttgart erhalten, Wagen 2 (3002) verschrottet                                            |
| 8.2               | 501.2             | 3003/3004         | 1982              | 1      | MAN, AEG, Siemens              | ja         | verschrottet |
| 8.3               | 501.3             | 3005/3006         | 1982              | 1      | MAN, BBC                       | ja         | Wagen 1 (3005) verschrottet, Wagen 2 (3006) im Straßenbahnmuseum Stuttgart erhalten                                            |
| Erste Generation  | Erste Generation  | Erste Generation  | Erste Generation  | 114    |                                |            | |
| 8.4               | 502.1             | 3007–3086         | 1985–1986         | 40     | Duewag, BBC, AEG, Siemens, SGP | ja *       | im Einsatz, 3047–3082 teilsaniert (Bezeichnung DT 8.4.1), 3083–3086 umnummeriert zu 4083–4086 nach Generalüberholung zu DT 8.S |
| 8.5               | 502.2             | 3087–3104         | 1988–1989         | 9      | Duewag, BBC, AEG, Siemens, SGP | ja *       | im Einsatz, umnummeriert zu 4087–4104 nach Generalüberholung zu DT 8.S                                                         |
| 8.6               | 502.3             | 3105–3168         | 1989–1990         | 32     | Duewag, BBC, AEG, Siemens, SGP | nein       | im Einsatz, umnummeriert zu 4105–4168 nach Generalüberholung zu DT 8.S                                                         |
| 8.7               | 502.4             | 3169–3180         | 1992–1993         | 6      | Duewag, BBC, AEG, Siemens, SGP | ja *       | im Einsatz, umnummeriert zu 4169–4180 nach Generalüberholung zu DT 8.S                                                         |
| 8.8               | 502.5             | 3181–3202         | 1993              | 11     | Duewag, BBC, AEG, Siemens, SGP | nein       | im Einsatz, umnummeriert zu 4181–4202 nach Generalüberholung zu DT 8.S                                                         |
| 8.9               | 502.6             | 3203–3234         | 1996              | 16     | Duewag, BBC, AEG, Siemens, SGP | nein       | im Einsatz, umnummeriert zu 4203–4234 nach Generalüberholung zu DT 8.S                                                         |
| Zweite Generation | Zweite Generation | Zweite Generation | Zweite Generation | 50     |                                |            | |
| 8.10              | 503.1             | 3301–3346         | 1999–2000         | 23     | Siemens                        | nein       | im Einsatz |
| 8.11              | 503.2             | 3347–3400         | 2003–2005         | 27     | Bombardier                     | nein       | im Einsatz |
| Dritte Generation | Dritte Generation | Dritte Generation | Dritte Generation | 60     |                                |            | |
| 8.12              |                   | 3501–3540         | 2012–2014         | 20     | Stadler                        | nein       | im Einsatz |
| 8.14              |                   | 3541–3580         | 2017–2018         | 20     | Stadler                        | nein       | im Einsatz |
| 8.15              |                   | 3581–3620         | 2021–2023         | 20     | Stadler                        | nein       | im Einsatz |
| Vierte Generation | Vierte Generation | Vierte Generation | Vierte Generation | 70     |                                |            | |
| 8.16              |                   | 3701 ff.          | ab 2026           | 70     | Stadler                        | nein       | bestellt |

Jeder Doppeltriebwagen besteht aus zwei Wagen: Dem Wagen 1 (ungerade Wagennummer, Stromabnehmer) und dem Wagen 2 (gerade Wagennummer = die des Wagens 1 + 1).
Alle Fahrzeuge, die bereits eine Generalüberholung durchlaufen haben, werden mit der Ziffer 4 statt 3 an der ersten Stelle der Wagennummer geführt (beispielsweise wurde 3097/3098 zu 4097/4098).
Das Durchschnittsalter der Stadtbahnfahrzeuge betrug 2015 20 Jahre.

### Prototypen: DT 8.1, DT 8.2 und DT 8.3

#### Entwicklung und Beschaffung

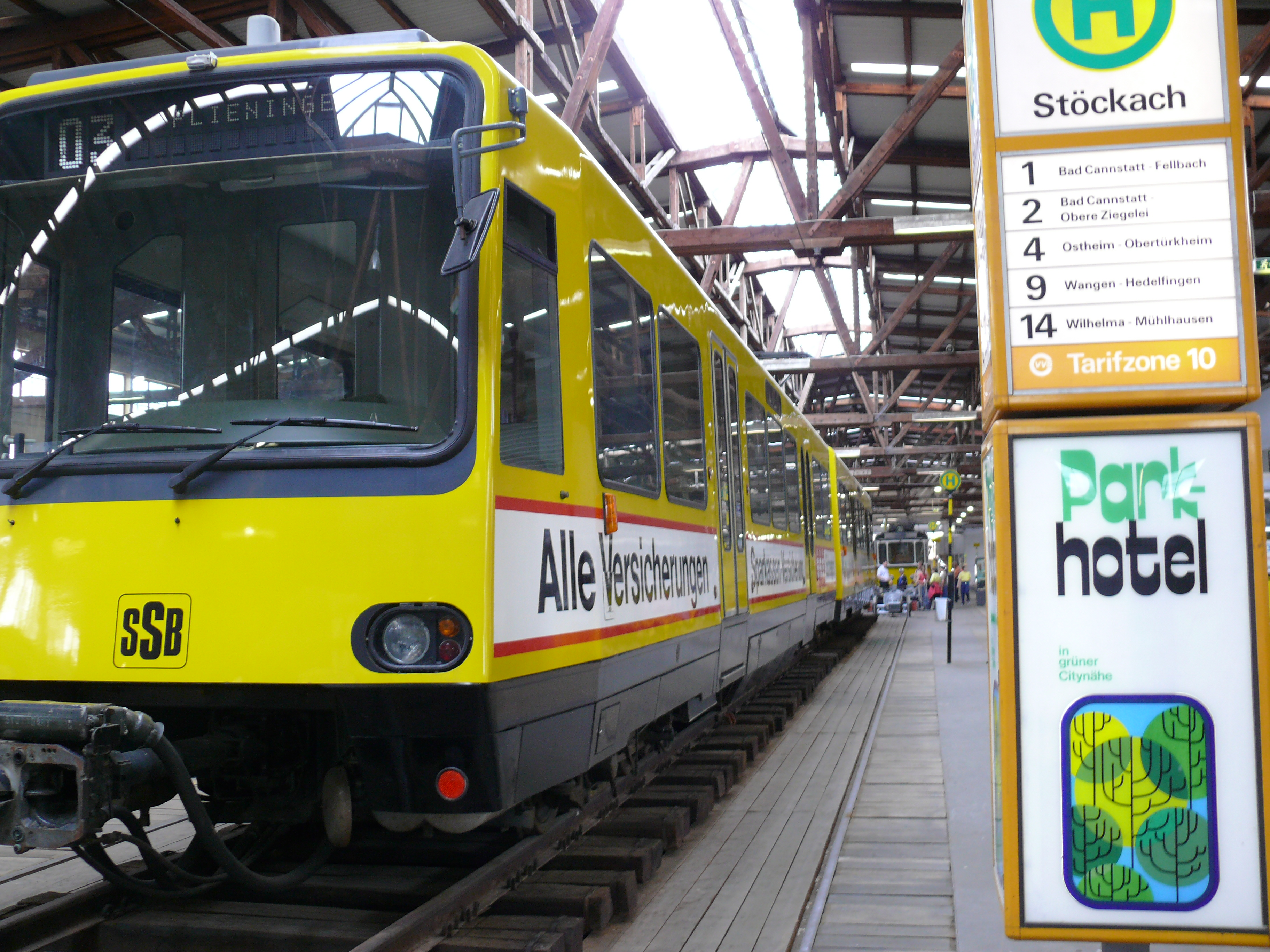
Die verbliebenen Wagen 3001 und 3006 im ehemaligen Straßenbahnmuseum Zuffenhausen

Da ein den Anforderungen entsprechendes Fahrzeug auf dem Markt nicht verfügbar war, beauftragte die SSB die Herstellung von drei Prototypen. Diese wurden als DT 8.1 bis 8.3 (Wagennummern 3001–3006) bezeichnet und in den Jahren 1981 und 1982 gefertigt. Die Prototypen basierten alle auf dem gleichen Grundkonzept, unterschieden sich jedoch in der elektrischen Ausrüstung, verschiedenen mechanischen Komponenten, der Lackierung und der Innenausstattung. So verfügten die Wagen 3001/02 und 3003/04 über ein zur Hälfte gelb lackiertes Unterteil und 3005/06 über ein gänzlich schwarz lackiertes Unterteil. Im Innenraum war Wagen 3001/02 mit fliederfarbenen und Wagen 3005/06 mit grünen Sitzen ausgestattet. Wagen 3001/02 trug zuletzt Werbung für die Landesbausparkasse, Wagen 3005/06 für die Sparkassen-Versicherung.
Der Planentwurf für die Fahrzeuge entstand weitestgehend durch die SSB, die äußere Gestaltung übernahm das Design-Büro Lindinger & Partner. Die Herstellung des mechanischen Teils der Fahrzeuge erfolgte durch MAN in Nürnberg, die elektrische Ausrüstung lieferten AEG, Siemens und BBC.

#### Einsatz und Verbleib
Da die SSB seinerzeit noch nicht über Normalspurstrecken verfügten, wurden die Prototypen von 1982 bis Anfang 1983 auf der Albtalbahn getestet. Ab 14. Februar 1983 kamen sie in Stuttgart auf dem Abschnitt Möhringen – Plieningen der Linie 3 zum Einsatz.
Die Züge wurden 1990 ausgemustert und verschrottet. Erhalten blieb je ein Einzelwagen des DT 8.1 (3001) und des DT 8.3 (3006). Diese werden vom Verein Stuttgarter Historische Straßenbahnen betreut und wurden bis 2007 im Straßenbahnmuseum Zuffenhausen ausgestellt. Anschließend waren sie für die Öffentlichkeit unzugänglich im Betriebshof Heslach hinterstellt. Am 18. Juli 2018 wurden sie von dort zum Straßenbahnmuseum Stuttgart überführt, wo sie seitdem untergebracht sind.

Nachträglich werden die Typenbezeichnungen der drei Prototypen-Züge als Serie bezeichnet. Das ist jedoch missverständlich, da es sich lediglich um Einzelzüge und nicht um eine größere Serie handelt.

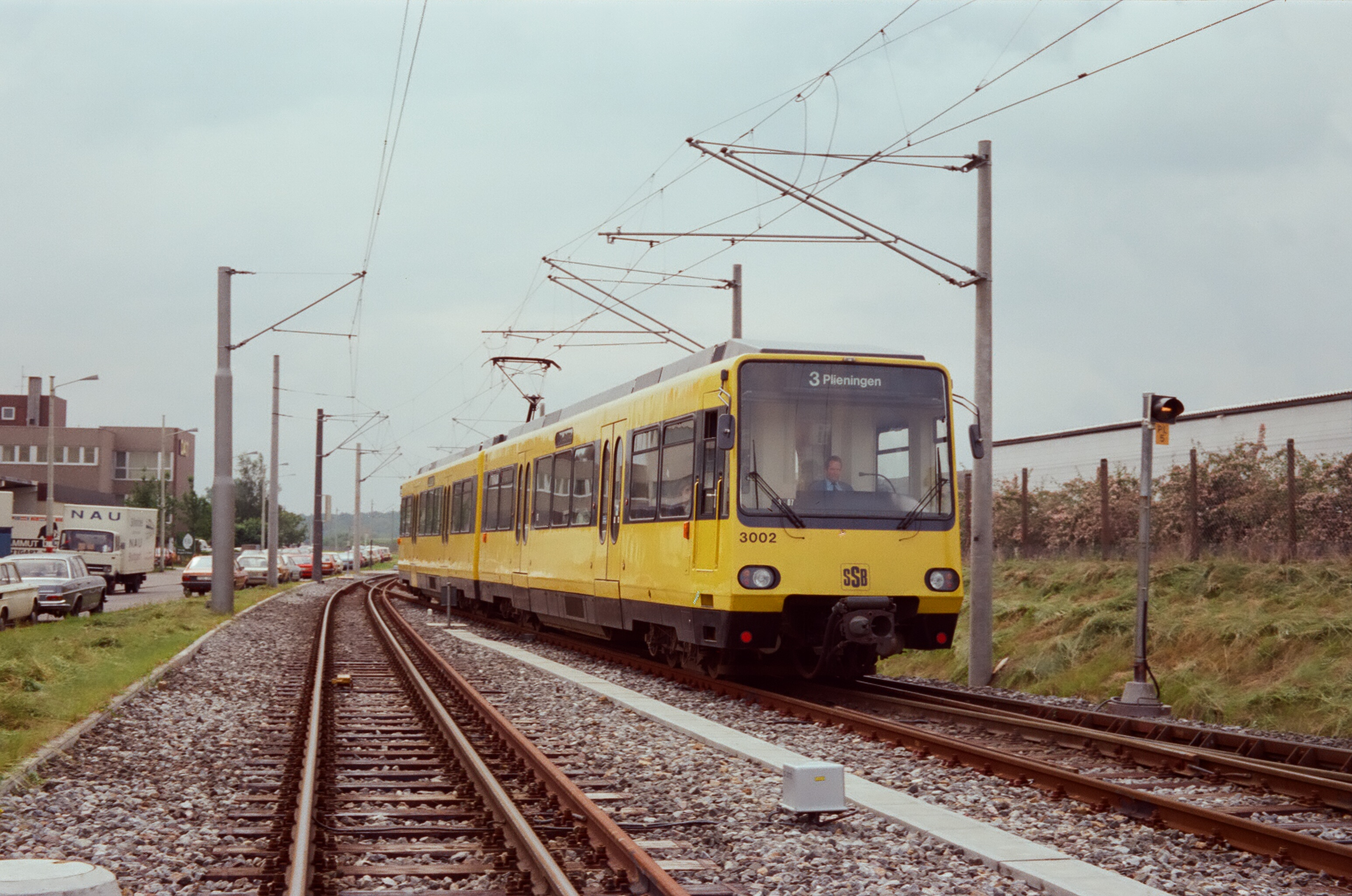
Wagen 3001/02
Wagen 3003/04
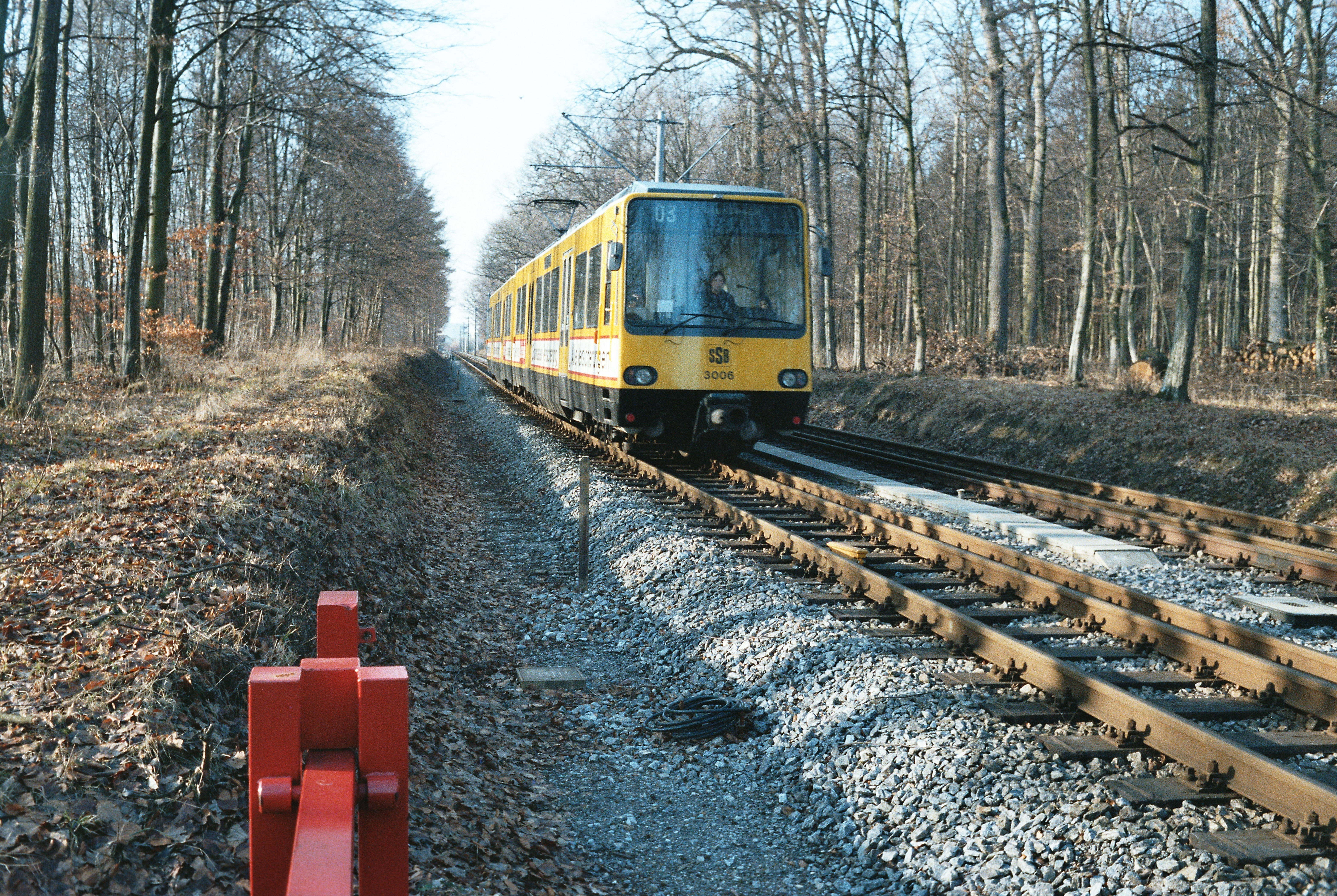
Wagen 3005/06

### Erste Generation: DT 8.4–9, DT 8.4.1 und DT 8.S

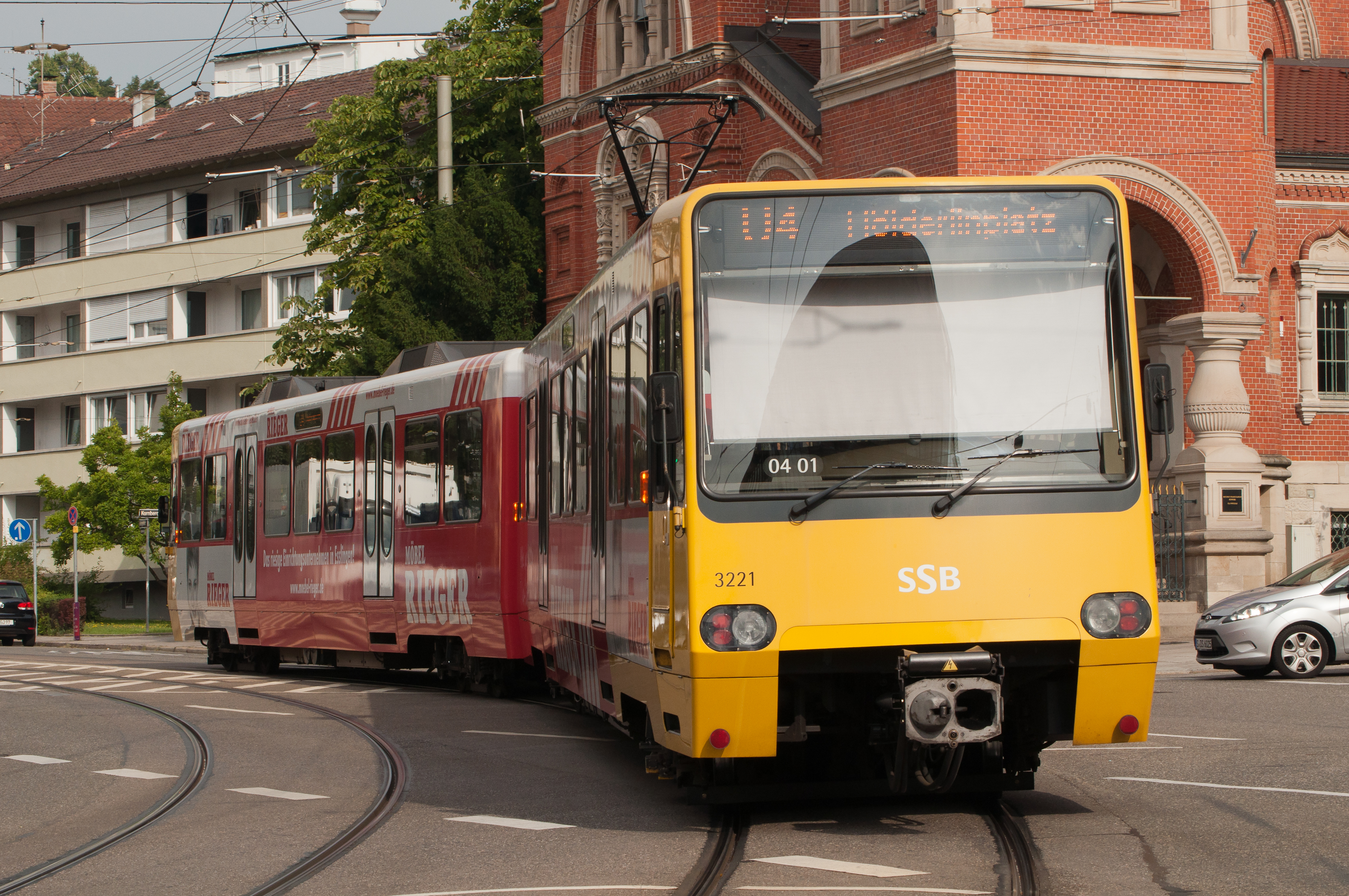
Serie DT 8.9
Wagennummer 3221

#### Übersicht und Unterschiede
Nachdem mit den Prototypen hinreichend Erfahrungen gesammelt werden konnten, wurden beim Hersteller Duewag zwischen 1985 und 1996 insgesamt 114 Züge der ersten Generation produziert. Sie wurden in sechs Serien ausgeliefert, wobei diese sich in einigen Details voneinander unterschieden:
- Die erste reguläre Serie 8.4 mit 40 Exemplaren (Baujahr 1985 und 1986; Wagennummern 3007–3086) war mit Klapptrittstufen ausgerüstet, die den Ausstieg auch an Tiefbahnsteigen ermöglichten.
- Der nachfolgende DT 8.5 hatte nur geringfügige Änderungen zu verzeichnen (neun Züge von 1988 bis 1989; Wagennummern 3087–3104).
- 1989 und 1990 erfolgte die Fertigung der Serie 8.6, die im Gegensatz zu den vorhergehenden Triebfahrzeugen ohne Klapptrittstufen ausgeliefert wurde (32 Doppeltriebwagen; Wagennummern 3105–3168).
- 1992 entstanden die sechs Einheiten des DT 8.7 (Wagennummern 3169–3180), die wieder mit Klapptrittstufen ausgerüstet waren.
- 1993 folgte die Lieferung von elf weiteren Doppeltriebwagen ohne Klapptrittstufen (DT 8.8; Fahrzeugnummern 3181–3202).
- 1996 kamen nochmals 16 DT 8.9 (Wagennummern 3203–3234) zu den SSB, ebenfalls nur für Hochbahnsteige gerüstet.

Wagen 3013/14 traf als erster Serien-DT-8 in Stuttgart ein. Er wurde am 10. Mai 1985 am damaligen Übergabegleis in Vaihingen abgeladen und per Schienen-Unimog zum SSB-Zentrum überführt. Der numerisch „erste“ Wagen 3007/08 traf am 23. Mai ein.

#### Fahrleitungsmesswagen
Das Wagenpaar 3067/3068 kann zur Wartung und Kontrolle der Fahrleitungen auf dem Dach eine Kamera und eine Skala am Stromabnehmer aufnehmen. Zum Kontrollbetrieb werden die Messeinrichtungen im Fahrzeug angebracht. Der Zug ist nach deren Entfernung wieder als gewöhnliche Stadtbahn unterwegs.
Es bestehen kleine Unterschiede zwischen den beiden Wagen. Der ursprüngliche Wagen 3067 wurde 1990 bei einem Unfall irreparabel beschädigt. Die unbeschädigte Hälfte 3068 wurde zunächst abgestellt. 1992 wurde zusammen mit den DT 8.7 ein einzelner Stadtbahnwagen bestellt, der seither als neuer Wagen 3067 im Einsatz ist.

#### Generalsanierung
Um die Lebensdauer der Züge um weitere 20 Jahre zu verlängern, wurden zwischen 2007 und 2017 die zwei letzten Wagen der Serie DT 8.4, die 58 Wagen der Serien DT 8.5–8 und die 16 Wagen der Serie DT 8.9 (insgesamt 76 Züge, Wagennummern 3083–3234) generalsaniert und runderneuert.

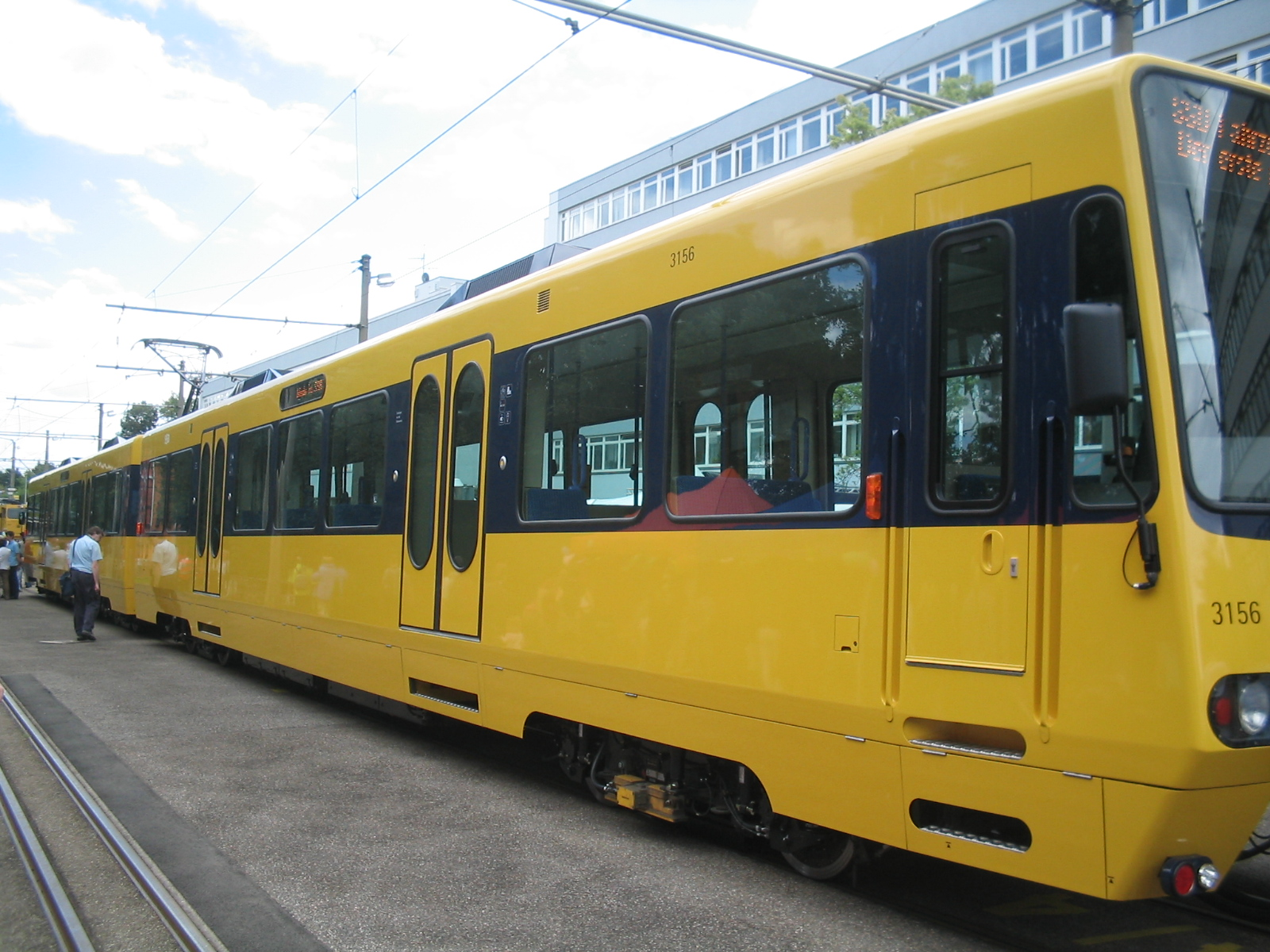
Serie DT 8.S
Wagennummer 4156
Erstes modernisiertes Fahrzeug
Präsentation am 19. Juli 2008

Die Runderneuerung umfasste u. a. folgende Änderungen:
- Die gesamte Verkabelung sowie eine Vielzahl elektrischer Komponenten wurde erneuert.
- Die bisherige Antriebstechnik wurde teilweise durch modernere Komponenten ersetzt.
- Das Fahrgastinformationssystem im Innenraum wurde von den wartungsintensiven Rollbändern auf Bildschirme umgestellt. Im Innenraum wurden an den Wagenenden LCD-Textfelder eingebaut, welche die nächste Haltestelle anzeigen.
- Die Fahrerkabinen wurden nach dem Vorbild der DT 8.10–11 neu gestaltet.
- Wo noch vorhanden, wurden die Klapptrittstufen entfernt.
- Es erfolgte eine Neulackierung, das Fensterband ist nun in nachtblau gehalten, statt wie bisher in anthrazit.
- Die Kupplungsöffnung wurde verkleinert.
- Die Fahrzeuge erhielten an den Fronten Tagfahrleuchten auf LED-Basis, die neben den roten Rückstrahlern an der unteren Wagenkastenkante eingebaut wurden.
- Die Ablagetische an den Fensterplätzen wurden deutlich vergrößert und ähneln nun jenen in den neueren Wagen, besitzen jedoch eine Kante.
- Im Innenraum wurden neue Haltewunschtaster (identisch zu DT 8.10–11) eingebaut.

Die generalüberholten Wagen werden als DT 8.S bezeichnet, die erste Ziffer der Fahrzeugnummer änderte sich von 3 auf 4. Ein modernisierter DT 8.6 (Wagen 3155/3156 – später 4155/4156) wurde anlässlich des Festes „140 Jahre SSB“ am 19. Juli 2008 erstmals der Öffentlichkeit vorgestellt. Im April 2009 gingen die ersten generalüberholten Züge in den regulären Linieneinsatz.

#### Teilsanierung weiterer DT 8.4

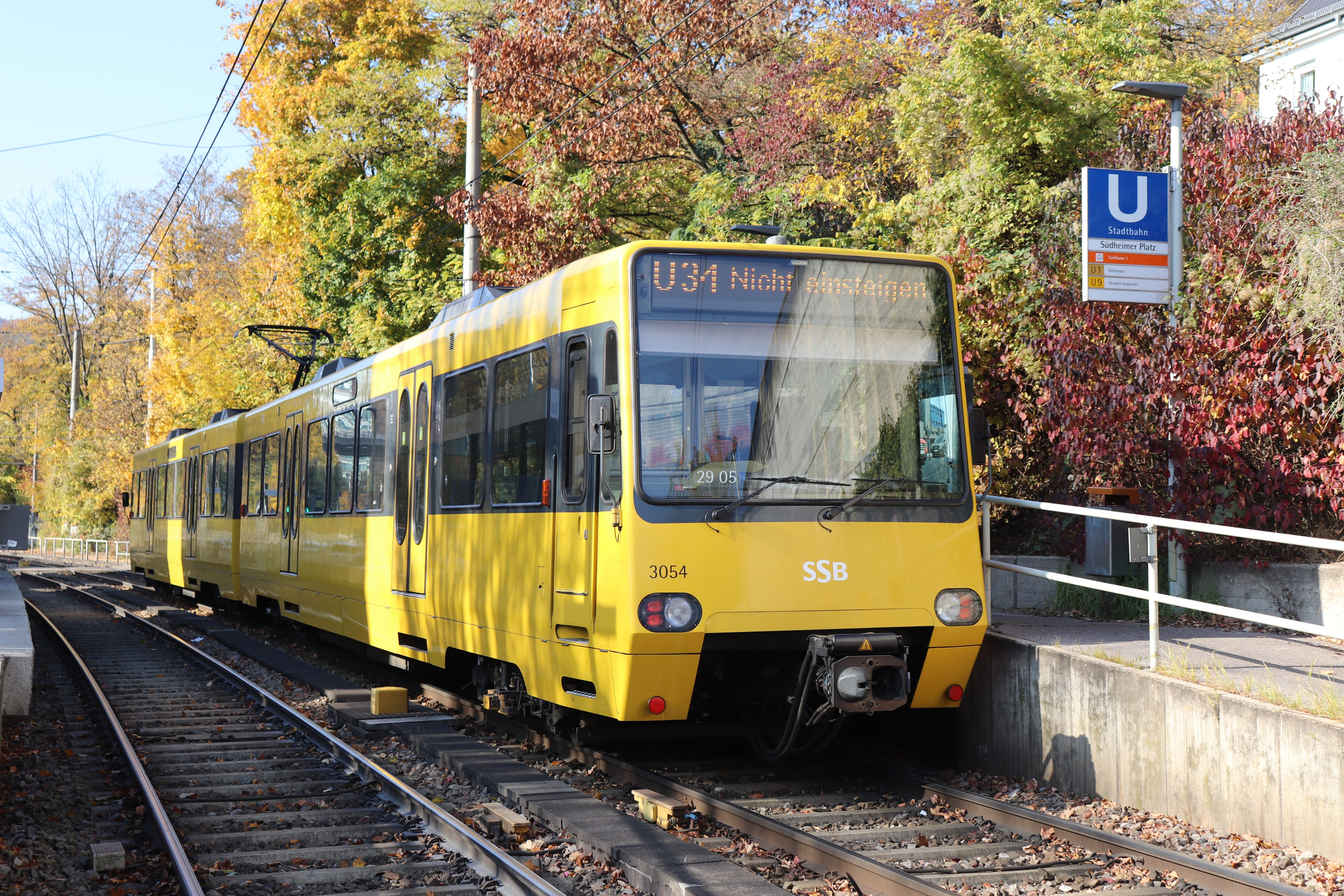
Serie DT 8.4.1
Wagennummer 3054

Da sich die Beschaffung neuer Fahrzeuge zum Ersatz der verbliebenen DT 8.4 verzögerte, unterzog man 18 der 38 Züge (Wagen 3047–3082) zwischen 2016 und 2020 einer Teilsanierung. Diese beinhaltete den Ausbau der Klapptrittstufen, die Sanierung des Fahrgastraums, den Einbau von LCD-Textfeldern an den Wagenenden, eine Neulackierung sowie die Sanierung der elektrischen Ausrüstung. Diese Fahrzeuge werden seitdem intern als DT 8.4.1 bezeichnet, behielten im Gegensatz zum DT 8.S aber ihre Fahrzeugnummern. Das erste Fahrzeug, das nach diesem Schema saniert wurde, war das Wagenpaar 3053/3054.

#### Einsatz und Stationierung
Die Fahrzeuge der Serien DT 8.4, DT 8.4.1 und DT 8.S verteilen sich auf die Betriebshöfe 1, 2 und 3 in Heslach, Möhringen und Remseck-Aldingen. Die Fahrzeuggeneration wird somit auf sämtlichen Linien eingesetzt.

#### Zukunft
Es ist vorgesehen, ab 2026 die verbliebenen 38 DT 8.4 und DT 8.4.1 durch Neufahrzeuge der Serie DT 8.16 zu ersetzen.

### Zweite Generation: DT 8.10–11

#### Beschaffung, optische Gestaltung und Technik

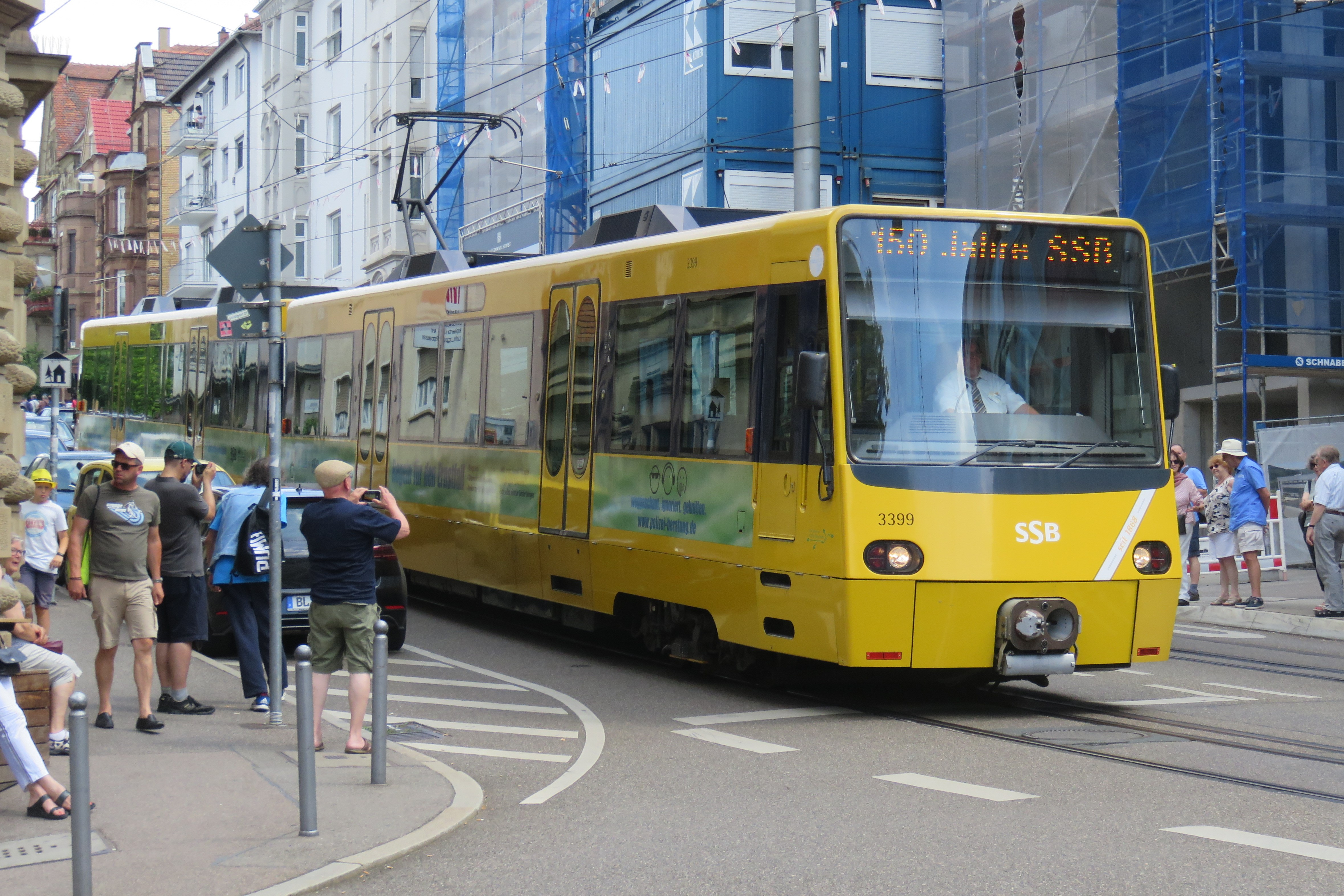
Serie DT 8.11
Wagennummer 3399

Mit einem veränderten Design und modernster Technik hielt in den Jahren 1999 und 2000 die Serie DT 8.10 Einzug. Die 23 Triebzüge (Wagennummern 3301–3346) wurden von Siemens produziert und sind nur für den Einsatz an Hochbahnsteigen vorgesehen. Ein Faltenbalg ermöglicht in dieser Generation erstmals den Durchgang zwischen den beiden Wagen. Die größten optischen Unterschiede zu den Vorgängerserien sind die gewölbten Stirnseiten und die in Ruheposition versenkten Kupplungen, die per Teleskoptechnik bei Nichtgebrauch ein Stück eingefahren werden. Technisch unterscheiden sich die neuen Fahrzeuge deutlich von ihren Vorgängern, was eine Kupplung mit ihnen unmöglich macht. So besitzen die DT 8.10 ein Zugbussystem (SIBAS 32) und einen modernen Drehstromantrieb mit nunmehr einem Fahrmotor pro Achse (bisher ein Fahrmotor für beide Achsen eines Drehgestells).
In den Jahren 2004 und 2005 wurden von Bombardier 27 weitere Doppeltriebwagen gefertigt, die weitgehend baugleich mit den DT 8.10 sind und als DT 8.11 (Wagennummern 3347–3400) bezeichnet werden.

#### Modernisierung

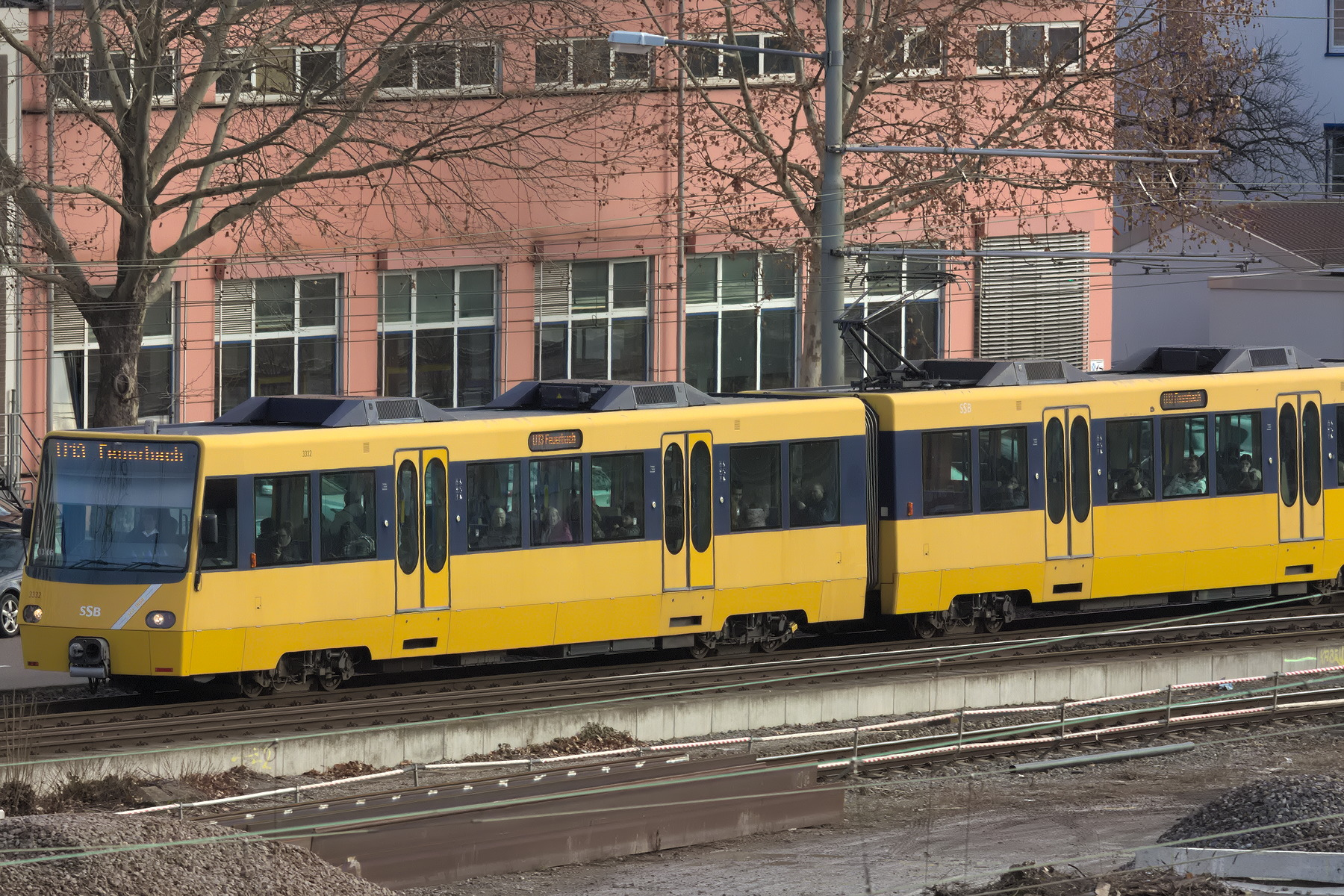
Seitenansicht eines DT 8.10

Von 2020 bis 2025 modernisiert die Firma Voith die Traktionsstromrichter aller 50 Fahrzeuge der beiden Baureihen. Die ersten beiden Fahrzeuge gingen am 30. November 2020 in den Regelbetrieb.
Eine allgemeine Modernisierung war zunächst in den Jahren 2022 bis 2027 vorgesehen und wurde am 10. August 2021 ausgeschrieben. Sie verzögerte sich jedoch, nachdem das Ausschreibungsverfahren eingestellt wurde. Die Modernisierung läuft nun seit November 2024 und soll 2029 vollständig abgeschlossen sein. Sie soll sämtliche Fahrzeuge der zweiten Generation umfassen, die dann etwa die Hälfte ihrer erwarteten technischen Lebensdauer erreicht haben. Der Auftrag wurde an Siemens Mobility vergeben, die die Arbeiten in deren Prüfcenter im rheinischen Wildenrath durchführt. Als erstes Fahrzeug wurde Wagen 3317/18 Mitte November 2024 mit einem Straßentieflader dorthin transportiert. Die modernisierten Wagen sollen als DT 8.M bezeichnet werden.
Die Modernisierung soll eine vollständige Überarbeitung des Fahrgastraumes mit Neulackierung von Innenwänden, Lampengittern und Trennwänden, einer Überholung von Kupplung und Klimaanlage und eine Erneuerung der Zugsicherungstechnik sowie eine Runderneuerung der äußeren Lackierung beinhalten. Außerdem sollen die Wagen mit einem dynamischen Fahrgastinformationssystem mit Multifunktionsmonitoren ausgestattet werden.

#### Einsatz und Stationierung
Die Fahrzeuge der Serie DT 8.11 sind im Betriebshof 2 in Möhringen stationiert. Die DT 8.10 verteilen sich auf die Betriebshöfe 1 und 3 in Heslach und Remseck-Aldingen. Die Fahrzeuggeneration wird somit auf sämtlichen Linien eingesetzt.

### Dritte Generation: DT 8.12, DT 8.14–15

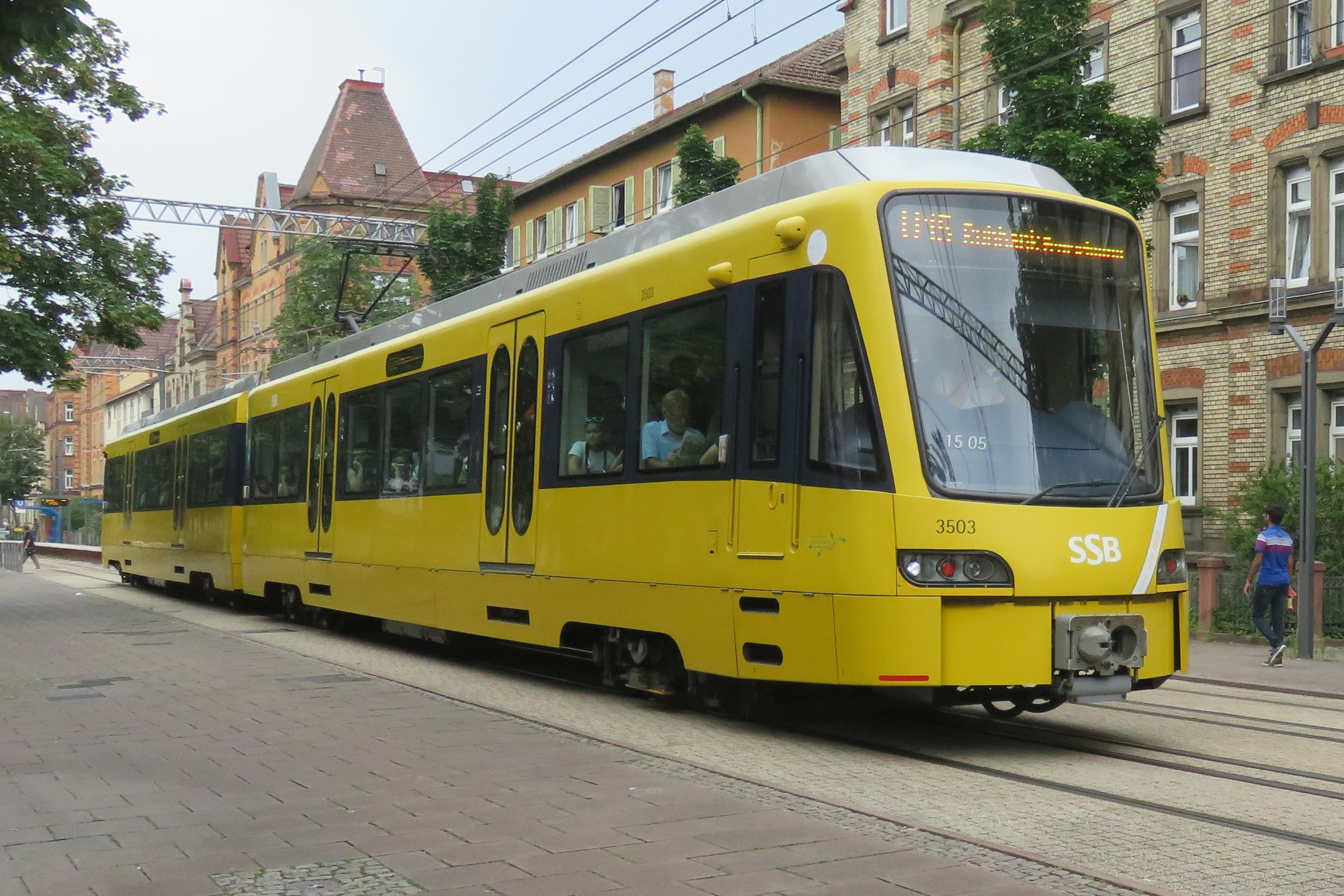
Serie DT 8.12
Wagennummer 3503

#### Bau, Lieferung und Zulassung

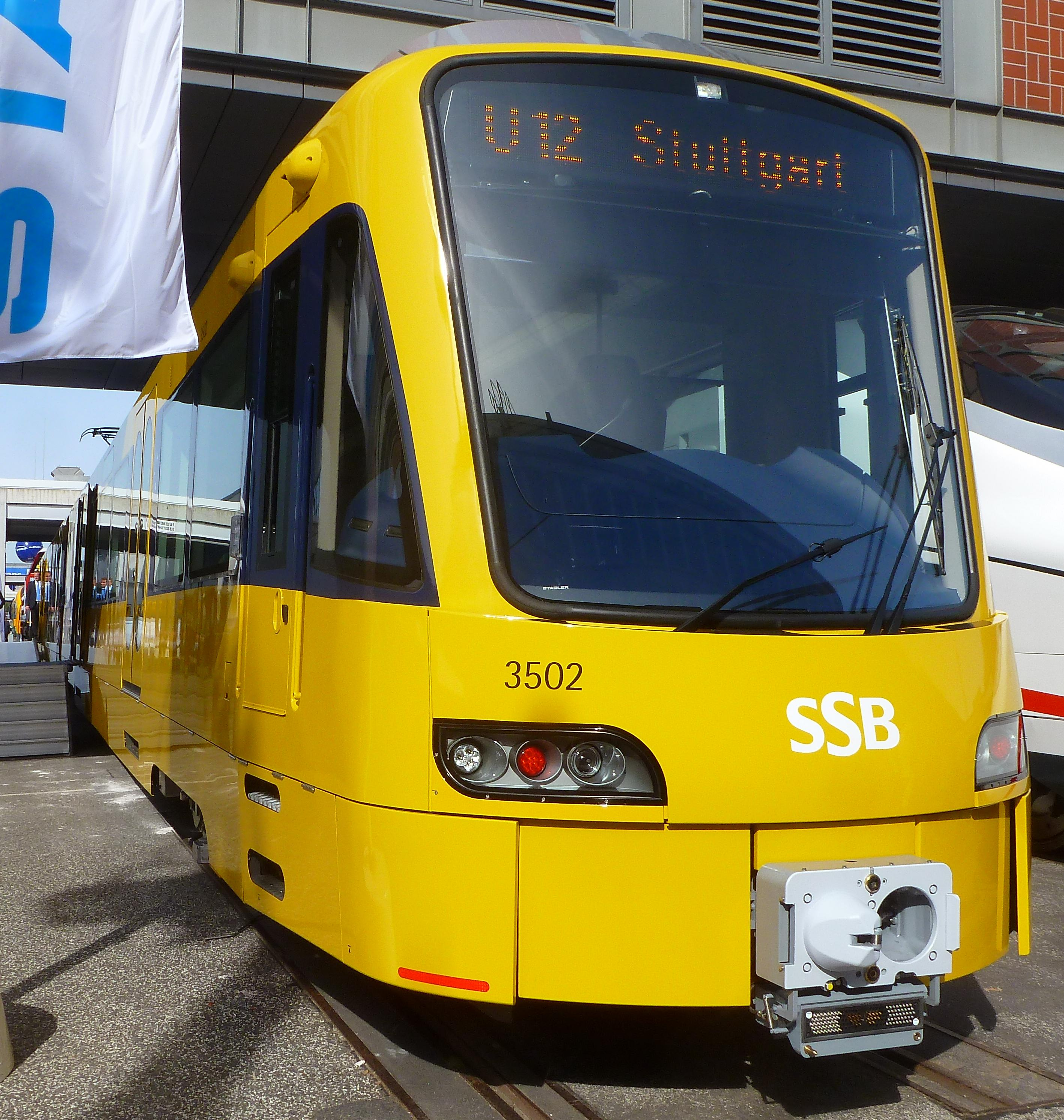
Front der ersten DT 8.12 bei seiner Vorstellung auf der InnoTrans 2012

Die optisch wie technisch neugestaltete Serie DT 8.12 wurde ab Dezember 2012 ausgeliefert und fuhr im August 2013 erstmals im Linienbetrieb.
Im Januar 2010 vergaben die SSB den Auftrag über die Lieferung von 20 Stadtbahnzügen an die Firma Stadler Pankow, Tochter der Stadler Rail, die die Züge in ihrem Werk in Berlin-Wilhelmsruh fertigte. Den Bau des Wagenkastens vergab Stadler an die Firma DB Waggonbau Niesky. Die Drehgestelle montierte die Firma Windhoff im westfälischen Rheine. Die Inbetriebnahme erfolgte im brandenburgischen Velten. Eine Lieferung war ursprünglich ab dem ersten Quartal 2012 vorgesehen.
Der Hersteller führt diese Züge als Teil der im Jahr 2007 eingeführten „Tango“-Serie, jedoch wurden sie an die Stuttgarter Verhältnisse angepasst. Im Vergleich zu den vorherigen DT8-Serien stieg die Leermasse auf 59 Tonnen und die Leistung auf 8 × 130 Kilowatt. Die Fahrzeuge erhielten die Fahrzeugnummern 3501 bis 3540. Die Zulassung im Regelbetrieb durch die technische Aufsichtsbehörde im Regierungspräsidium Stuttgart erfolgte am 26. Juni 2013. Ausschlaggebend für die Bestellung war der abzusehende Fahrzeugmehrbedarf durch die schrittweise Einführung der neuen Linie U12 sowie sonstige Verstärkermaßnahmen.

#### Optische Gestaltung und Technik
Ein erstes Modell der jeweils 3,7 Millionen Euro (insgesamt 74 Millionen Euro) teuren Züge wurde im April 2011 der Öffentlichkeit vorgestellt. Sie unterscheiden sich äußerlich vor allem durch die abgerundete Front von den Vorgängerserien, was auch durch neue Normen für das Crashverhalten und für die Sichtverhältnisse im Fahrerstand nötig wurde. So ist die neue Generation mit 39,10 Metern fast einen Meter länger als die Vorgänger, da sich in der Front eine größere Knautschzone befindet. Die Windschutzscheibe ist ebenso wegen der neuen Normen weiter heruntergezogen, zudem verbessert ein elektronisches Rücksichtsystem mit Kameras die Sicht des Fahrers. Auch der Fahrerstand wurde völlig neu gestaltet. Dabei wurden die Instrumente entsprechend der Priorität nach der Häufigkeit der Bedienung angeordnet. Der Abstand der Drehgestelle, Türen und Sitze ist der gleiche, wie bei den Vorgängern, um eine einfache Wartung zu ermöglichen. Die Türen werden nun elektrisch statt pneumatisch angetrieben. Außerdem handelt es sich erstmals um Schwenkschiebetüren, die während des Öffnens flach an der Außenseite des Wagens entlang gleiten und nicht mehr ausschwenken. Die Kupplung wird nicht mehr, wie beim Vorgänger, bei Nichtnutzung eingefahren. Damit sie im gekuppelten Zustand genug Spielraum hat, wird beim Ankuppeln die Frontverkleidung nach hinten weggeklappt.
Die optische Gestaltung übernahm, wie bereits bei sämtlichen Vorgängerserien, das Design-Büro um Herbert Lindinger. Ziel dabei war es, die Fahrzeugfamilie stimmig zu ergänzen. Der Wagenkasten wird nach oben schmaler und die Fenster sind, wie bereits bei der ersten Generation, an den Ecken abgerundet. Die Formsprache soll sinngemäß an die Straßenbahnfahrzeuge des Typs GT6 aus den 1950er-Jahren erinnern.
Während im Fahrgastraum wesentliche gestalterische Aspekte weitgehend unverändert blieben (man sei mit dem bisherigen Konzept zufrieden), steht mobilitätseingeschränkten Fahrgästen nun in jedem Wagen ein großzügiges, mit Klappsitzen, einer Sprechstelle und einem Taster zum verlängerten Öffnen der Türen ausgestatteter Mehrzweckbereich zur Verfügung. Insgesamt ist der Innenraum, sowohl durch die neue LED-Beleuchtung als auch durch hellere Wandverkleidungen und die vermehrte Verwendung von Glaselementen etwas heller gehalten. Außerdem schweben die Sitze überwiegend frei, da die in den Vorgängergenerationen darunter befindlichen Heizgeräte nun in die Klimaanlagen integriert sind. Hinter der silbergrauen Dachseitenverkleidung verbergen sich die Klimaanlagen, der Stromabnehmer, Antennen sowie Bremswiderstände. Ebenso serienmäßig verbaut sind die Fahrgastinformationsbildschime im Wageninneren unter der Decke, die zuvor erstmals im DT 8.S verbaut wurden.

#### Folgeserien

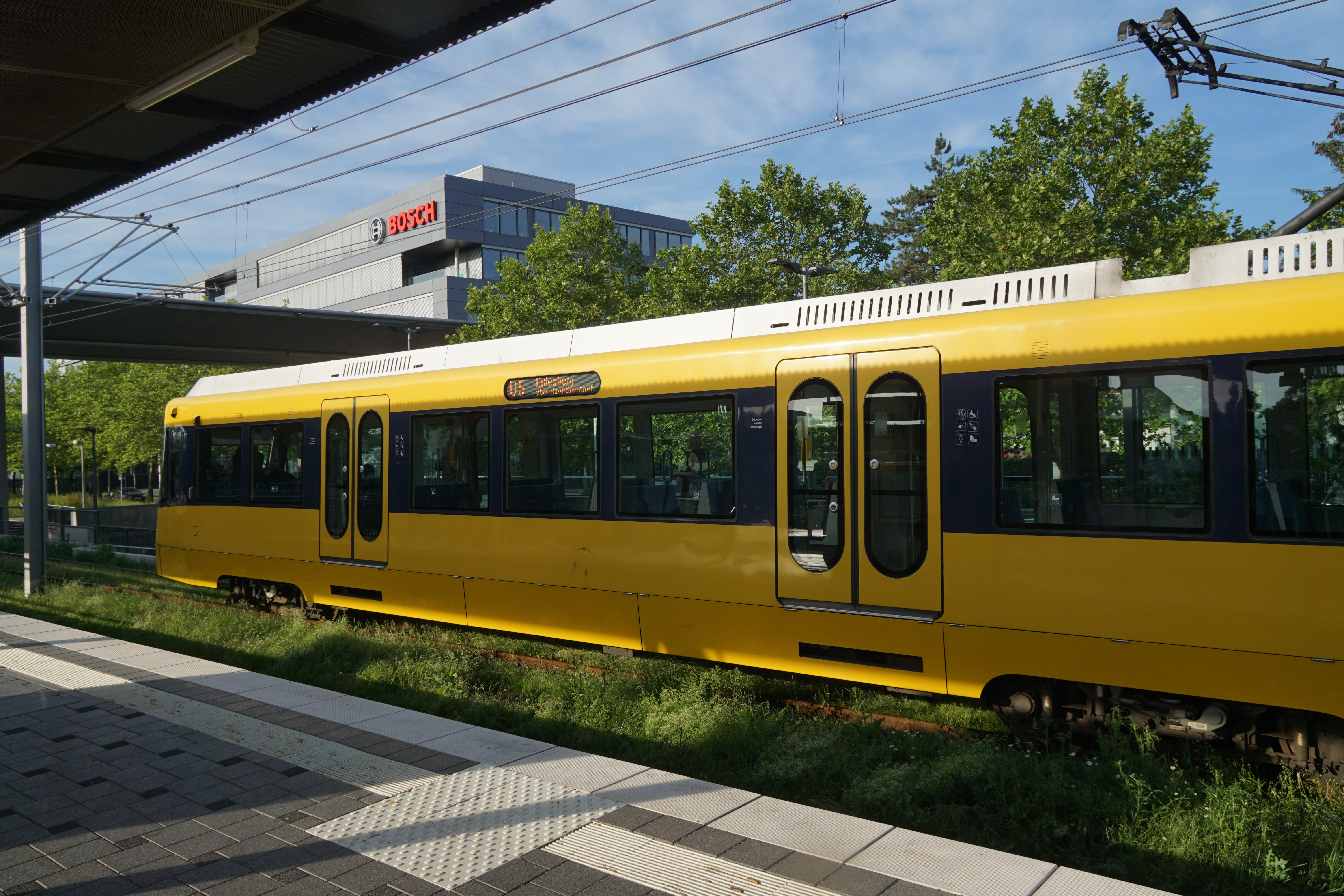
Seitenansicht eines DT 8.12

Aufgrund steigender Fahrgastzahlen und Linienerweiterungen beschloss der SSB-Aufsichtsrat am 21. Juni 2013, die mit Stadler getroffene Option für bis zu 40 weitere baugleiche Fahrzeuge zu nutzen, und löste die Bestellung von 20 weiteren Triebwagen zusammen mit einem Ersatzteilpaket zum Preis von 77 Millionen Euro aus. Diese werden als DT 8.14 bezeichnet (die „Unglückszahl“ 13 wird in der Benennung traditionell ausgelassen). Ursprünglich sollte die Auslieferung Mitte 2016 beginnen, der erste DT 8.14 wurde schließlich am 15. Februar 2017 geliefert, die restlichen Fahrzeuge folgten bis Anfang 2018.
In der Sitzung vom 26. September 2017 beschloss der SSB-Aufsichtsrat die Bestellung der restlichen 20 Fahrzeuge aus der vereinbarten Option zum Preis von jeweils rund vier Millionen Euro pro Fahrzeug. Sie erhielten die Bezeichnung DT 8.15. Der erste Triebwagen dieser Serie wurde am 3. September 2021 ausgeliefert, der letzte erreichte Stuttgart im Herbst 2023.

#### Einsatz und Stationierung
Aufgrund der räumlichen Nähe zur Hauptwerkstatt sowie den örtlichen Büros des Fahrzeugherstellers wurden die Fahrzeuge nach ihrer Auslieferung zunächst dem Betriebshof 2 in Möhringen zugeordnet. Inzwischen ist der Großteil der Serie DT 8.12 im Betriebshof Remseck stationiert. Der Einsatzschwerpunkt der Fahrzeuggeneration liegt somit auf den Talquer- und anliegenden Tangentiallinien.

### Vierte Generation: DT 8.16–17

#### Bestellung und Lieferung
Die technisch und gestalterisch neuentwickelte Fahrzeugserie DT 8.16 soll die 20 ältesten Stadtbahnfahrzeuge der Serie DT 8.4 aus den Jahren 1985–86 ersetzen sowie den Gesamtbestand um 20 Züge erweitern. Am 1. Dezember 2020 stimmte der SSB-Aufsichtsrat der Ausschreibung von 40 Stadtbahnen dieser Serie (mit Option auf 30 weitere) zu. Das Land Baden-Württemberg bezuschusst die Anschaffung mit 84 Millionen Euro, ein Förderanteil von 40 Prozent. Im Oktober 2022 vergaben die SSB den Auftrag nach einer europaweiten Ausschreibung an den Hersteller Stadler, der bereits die dritte Fahrzeuggeneration hergestellt hatte. Im Februar 2024 lösten die SSB die Option auf 30 Doppeltriebwagen ein. Diese DT 8.17 sollen nach 2030 die letzten 12 unmodernisierten DT 8.4 ersetzen und den Fahrzeugbestand um 18 weitere auf dann 256 Wagen erhöhen-
Die ersten 40 Fahrzeuge sollen zwischen Frühjahr 2026 und Ende 2028 angeliefert werden. Die Fahrzeuge werden, wie die der Vorgängergeneration, von Stadler Pankow, Tochter der Stadler Rail, in ihrem Werk in Berlin-Wilhelmsruh gefertigt.

#### Optische Gestaltung und Technik
Die Grundstruktur der bisherigen Serien mit vier Türen pro Seite, zweigeteilten 40 Metern Länge mit Durchgang, 2,65 Metern Breite und Platz für 250 Personen wird beibehalten. Besonderer Fokus soll auf einer hohen Energieeffizienz und umweltfreundlichen Betriebsmitteln liegen. Erste Konzeptbilder wurden am 19. Februar 2024 veröffentlicht. Im Februar 2025 veröffentlichten die SSB ein Video eines 1:1-Modells, das im Keller des SSB-Zentrums in Möhringen untergebracht ist.
Im Vergleich mit früheren Bauserien sollen die Mehrzweckbereiche deutlich größer sein; deren Anzahl soll – auch mit Blick auf den Platzmehrbedarf für Gepäck auf der U6 seit deren Verlängerung zum Flughafen – von zwei auf vier pro Fahrzeug erhöht werden. Dort soll die vordere Kante der hochklappbaren Sitze gepolstert sein, damit Fahrgäste sich anlehnen können. In den Türbereichen sollen weitere Polster zum Anlehnen angebracht werden. Die vertikale Haltestange in der Mitte des Türbereiches soll entfallen, stattdessen sind Haltestangen an der Decke vorgesehen. Zur Fahrgastinformation sollen mehr und größere Monitore verbaut werden. Als erste Stuttgarter Stadtbahnen sollen die DT 8.16 mit WLAN und USB-Anschlüssen unter den Sitzen ausgerüstet werden. Die Fahrgastinformationsbildschirme sollen an den Seitenschrägen oberhalb der Fenster (und nicht wie bisher an der Wagendecke) platziert werden. Die Tür zum Fahrerstand soll erstmals nicht in der Wagenmitte Platz finden, sondern nach rechts versetzt mit einer 3+1-Bestuhlung in der hinteren Reihe. Die Züge sollen zudem mit Fahrassistenzsystemen ausgestattet werden.
Die Fahrzeuge sollen sich eindeutig optisch in die Familie der Vorgängerserien einreihen. So soll die gelbe Farbgebung mit dunklem Fensterband weiterhin erhalten bleiben. Die dunkle Farbe soll nun auch an der Front, u. a. als Absetzung der Frontscheibe, mehr Platz finden. Außerdem sollen die Fahrzeuge an der Front geradliniger gestaltet und frei von Kurven sein. Die Lichter werden als LED-Bänder ausgeführt. Für die Gestaltung ist erstmals die Tricon AG, eine Designagentur aus dem schwäbischen Kirchentellinsfurt, verantwortlich, die eine anfängliche Designausschreibung gewann. Das geradlinige Design soll sich auch im Innenraum fortsetzen, was ebenso einen freien Blick durch das Fahrzeug ermöglichen soll. Farbe und Muster der Sitzbezüge sollen vom bisherigen Design abweichen; das erste Vorführmodell, an dem verschiedene Ideen getestet werden, zeigt sowohl dunkelblaue als auch graue Muster. Die endgültige Gestaltung ist noch nicht festgelegt. Die erste interne Präsentation der Designkonzepte fand bereits 2020 statt. Das Designkonzept erhielt außerdem den Internationalen Designpreis des Landes Baden-Württemberg.

## Zukunft
Nach der vollständigen Auslieferung der Fahrzeuge der dritten Generation ist als Nächstes die Beschaffung von Fahrzeugen der neuentwickelten Serie DT 8.16 (siehe oben) vorgesehen, welche zunächst ältere Triebwagen ersetzen sollen. Langfristig soll die Stadtbahn-Flotte der SSB 250 Triebwagen umfassen.
Die Länge der Wagen als solche lässt sich nicht vergrößern, da sie an das Raster der Werkstätten gebunden ist. Seitens der SSB sind jedoch modulare Erweiterungen innerhalb des 20-/40-Meter-Grundrasters bei künftigen Fahrzeugbestellungen denkbar. So könnte etwa ein symmetrischer Mittelwagen die Bildung von fest gekuppelten 60-Meter-Zügen ermöglichen, die dort eingesetzt werden könnten, wo der Einsatz von 80 Meter langen Doppeltraktionen auf bauliche und räumliche Grenzen stoßen würde.

## Kritik

### Kurvenradius
Die Fahrzeuge erfordern einen Kurven-Mindestradius von 50 Metern. Dies erschwert bzw. verhindert den Stadtbahnausbau, besonders im innerstädtischen Bereich. So gibt es zum Beispiel auf den Buslinien 40 und 42 ein hohes Fahrgastaufkommen, welches die Umstellung auf Stadtbahnbetrieb nahelegt. Die städtebauliche Situation in Gablenberg und Stuttgart-Ost lässt jedoch den Betrieb mit DT-8-Zügen auf den früheren Strecken der Straßenbahnlinie 8 nicht zu. Beim Bau von Stadtbahnlinien an anderen Stellen mussten zum Teil Gebäude abgerissen oder vergleichsweise teure Tunnel gebaut werden.

### Hochbahnsteige
Daneben stehen manche der oberirdischen Hochbahnsteige, die mit Einführung des DT 8 bei der Umstellung auf Stadtbahnbetrieb errichtet wurden, in der Diskussion. So waren die Verkehrsplaner zwar vielerorts bemüht, die relativ wuchtig wirkenden Bahnsteige in ihr Umfeld einzubetten, das Ergebnis konnte jedoch offenbar nicht überall vollständig befriedigen, wie immer wieder geäußerte Kritik zeigt. Dabei wird unter anderem darauf verwiesen, dass Hochbahnsteige in der Anfangszeit der Stuttgarter Stadtbahn zwar als wünschenswert, jedoch als nicht überall notwendig angesehen wurden. Es waren daher auch Haltestellen mit niedrigen Bahnsteigen gebaut worden, die sich nach Ansicht der Kritiker oft besser in ihre Umgebung eingefügt hatten.
Zur Herstellung der Barrierefreiheit wurden Ende 2010 die letzten beiden Haltestellen mit Tiefbahnsteig mit Hochbahnsteigen versehen. Seither wurden bei Generalüberholungen und Teilsanierungen an 35 Zügen die Klapptrittstufen entfernt und jeweils circa zwei Tonnen Gewicht sowie die Wartung des Mechanismus eingespart.

## Namen und Werbung
Einige Stadtbahnzüge wurden nach Stadtbezirken, angrenzenden Gemeinden oder Partnerstädten von Stuttgart benannt („getauft“), vornehmlich anlässlich der Inbetriebnahme neuer Stadtbahnstrecken (siehe Abschnitt „Streckenchronik“ im Artikel „Stadtbahn Stuttgart“) bzw. anlässlich eines Jubiläums der Städtepartnerschaft. Auf diesen Stadtbahnzügen ist der Name und das zugehörige Wappen außen seitlich am Kurzkuppelende angebracht; seit 2024 befinden sich im Fahrzeuginneren Aufkleber, die die Bedeutung des Wappens sowie den Grund für seine Anbringung erläutern.
| Nummer    | Taufdatum          | Name des Zuges                     |
| --------- | ------------------ | ---------------------------------- |
| 3011/3012 | 19. April 1986     | Vaihingen                          |
| 3025/3026 | 19. April 1986     | Stadt Fellbach                     |
| 3027/3028 | 30. September 1989 | Hedelfingen                        |
| 3029/3030 | 19. April 1986     | Bad Cannstatt                      |
| 3035/3036 | 30. September 1989 | Wangen                             |
| 3039/3040 | 30. September 1989 | Vogelsang                          |
| 3043/3044 | 24. September 1994 | Untertürkheim                      |
| 3063/3064 | 12. Juli 1986      | Mühlhausen                         |
| 3065/3066 | 24. September 1994 | Botnang                            |
| 3303/3304 | 22. Mai 1999       | Große Kreisstadt Remseck am Neckar |
| 3305/3306 | 11. September 1999 | Sillenbuch                         |
| 3307/3308 | 11. September 1999 | Heumaden                           |
| 3311/3312 | 9. September 2000  | Stadt Ostfildern                   |
| 3353/3354 | 11. Dezember 2010  | Fasanenhof                         |
| 3355/3356 | 3. Juli 2004       | Giebel                             |
| 3357/3358 | 10. Dezember 2011  | Stammheim                          |
| 3359/3360 | 10. Dezember 2011  | Zuffenhausen                       |
| 3371/3372 | 16. Oktober 2004   | Möhringen                          |
| 3391/3392 | 9. Dezember 2006   | Mönchfeld                          |
| 3501/3502 | 13. Mai 2016       | Dürrlewang                         |
| 3503/3504 | 28. September 2017 | Samara (Сама́ра)                    |
| 3505/3506 | 9. Dezember 2017   | Europaviertel                      |
| 3507/3508 | 14. September 2013 | Zukunft Hallschlag                 |
| 3511/3512 | 29. Mai 2018       | Łódź                               |
| 3519/3520 | 26. Juni 2015      | Cardiff (Caerdydd)                 |
| 3521/3522 | 23. Oktober 2019   | Brünn                              |
| 3523/3524 | 10. März 2020      | Kairo                              |
| 3525/3526 | 23. November 2021  | St. Louis                          |
| 3541/3542 | 27. September 2018 | Mumbai                             |
| 3543/3544 | 11. Dezember 2021  | Filder                             |
| 3545/3546 | 11. Dezember 2021  | Echterdingen                       |
| 3547/3548 | 28. März 2022      | Straßburg                          |
| 3555/3556 | 14. Dezember 2021  | Menzel Bourguiba                   |
| 3579/3580 | 14. Dezember 2018  | St. Helens                         |
| 3619/3620 | 3. April 2024      | Heslach                            |
| 4095/4096 | 24. September 1994 | Gaisburg                           |
| 4097/4098 | 12. Juli 1986      | Münster                            |
| 4131/4132 | 3. November 1990   | Leinfelden-Echterdingen            |
| 4135/4136 | 26. September 1992 | Weilimdorf                         |
| 4139/4140 | 3. November 1990   | Feuerbach                          |
| 4187/4188 | 2. Oktober 1993    | Stadt Gerlingen                    |

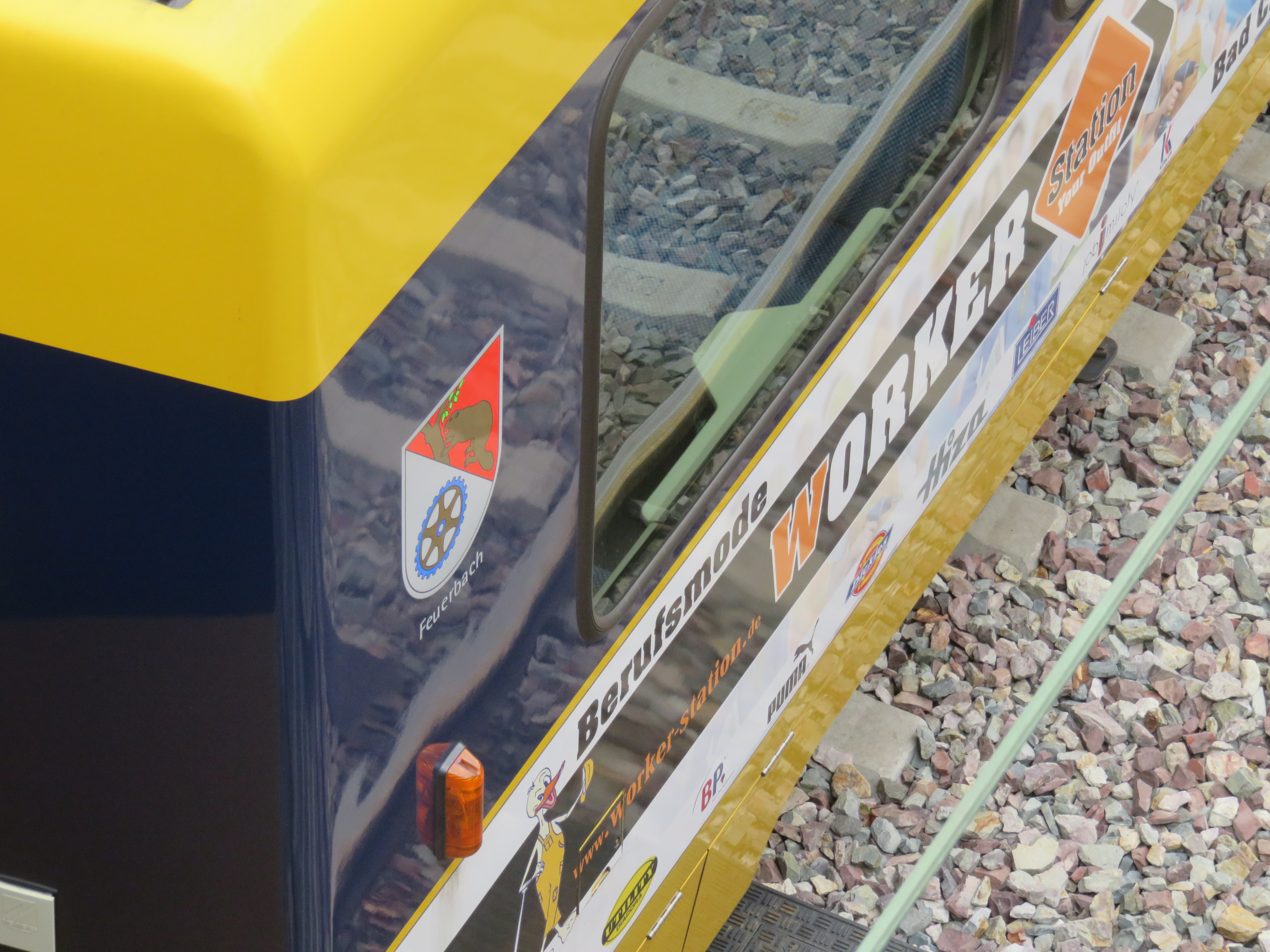
Das Wappen von Feuerbach am Wagen 4139/4140

Ein großer Teil der DT 8 trägt seitlich eine Werbefolierung (entweder als Bandenwerbung unterhalb des Fensterbandes oder vollflächig), etwa für die SSB selbst, das Deutschlandticket oder externe Unternehmen. Bei größeren Umstellungen im Netz der Stadtbahn Stuttgart (Netz 2016, Netz 2018, Netz 2024) wurden die DT 8 an der Front mit entsprechenden Aufklebern beklebt.

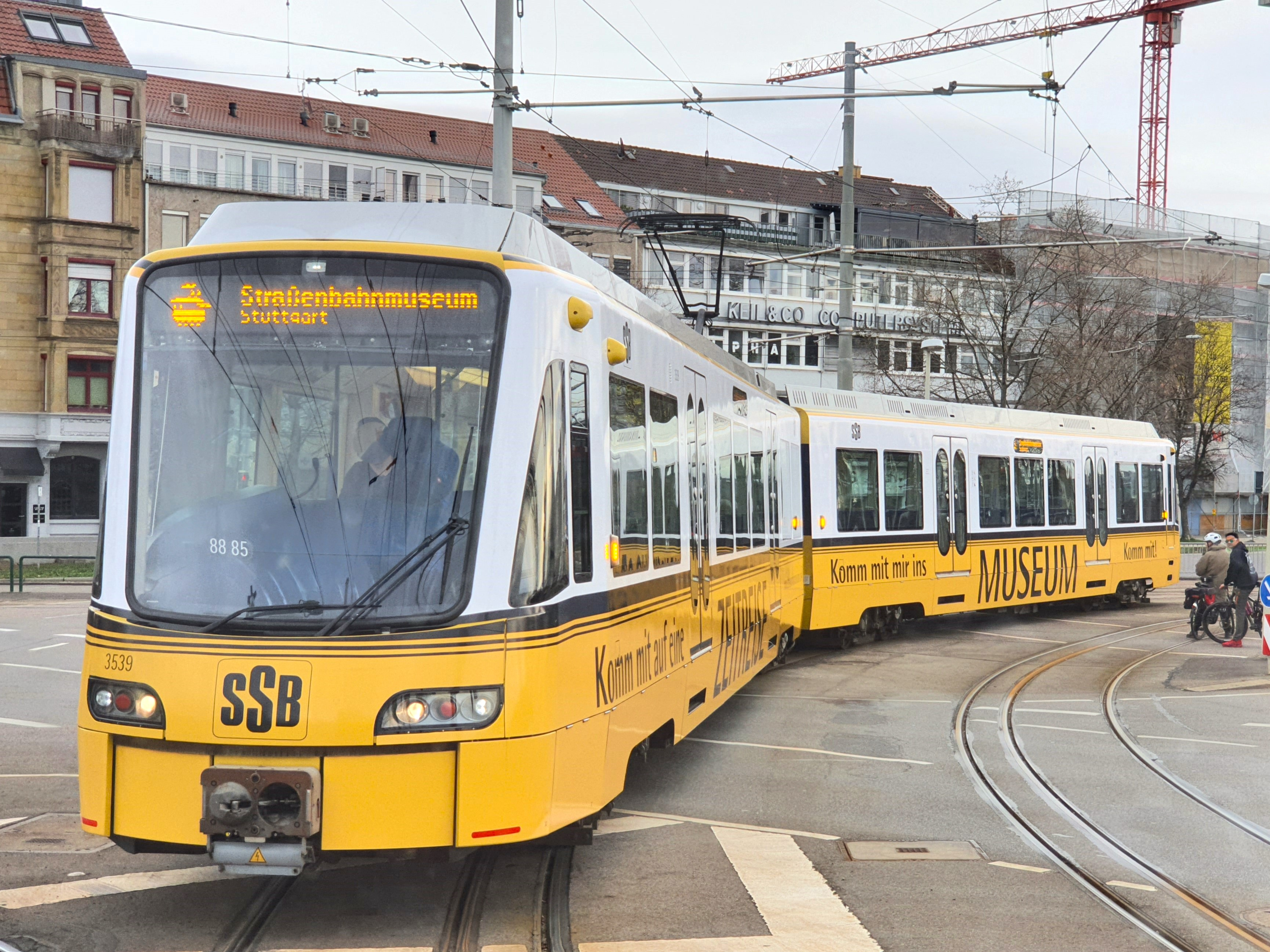
Die „Retrobahn“ auf dem Fahrzeugkorso zur Wiedereröffnung der Oldtimerlinie 21

Besondere Vollfolierungen sind etwa die sogenannte „Retrobahn“ (Wagen 3539/40, wirbt für das Straßenbahnmuseum Stuttgart und soll die Lackierung der Stuttgarter Straßenbahnen zwischen den 1920er und 2000er Jahren widerspiegeln) oder die „Fanbahnen“ (werben für den VfB Stuttgart).